# Jones Island Sewage Plant
Die Jones Island Sewage Plant, auch Milwaukee Metropolitan Sewage Treatment Plant oder Jones Island Water Reclamation Facility, ist eine Kläranlage der Stadt Milwaukee im Bundesstaat Wisconsin in den Vereinigten Staaten. Sie war die erste Großkläranlage in den USA, die das in Europa entwickelte Belebtschlammverfahren einsetzte, weshalb sie als Denkmal des Ingenieurbaus ausgezeichnet wurde.

## Geschichte
In Milwaukee wurden die ersten Kanäle in den 1890er-Jahren gebaut. Diese leiteten aber die Abwässer ungeklärt in die Flüsse und den Michigansee. Um die Jahrhundertwende wurde ein Spülsystem eingerichtet, das die in die Flüsse eingeleiteten Abwässer schneller in den See ausspülte. 1909 brach eine schwere Typhus-Epidemie aus, die auf das verschmutzte Seewasser zurückgeführt wurde, weshalb 1913 die Sewerage Commission of the City of Milwaukee gegründet wurde, welche die Aufgabe hatte, die Abwasserentsorgung in den Griff zu bekommen. Bereits ein Jahr nach der Gründung des Ausschusses wurde auf Jones Island eine Pilotanlage zum Testen des in Europa entwickelten Belebtschlammverfahrens errichtet. Sie wurde 1925 durch die Jones Island Sewage Plant ersetzt, die erste Großkläranlage in den USA, die das Belebtschlammverfahren einsetzte, wobei der Klärschlamm unter dem Namen Milorganite als Dünger vermarktet wird.
1935 wurde die Kapazität der Anlage von 117 Mio. m³ pro Jahr auf 159 Mio. m³ pro Jahr angehoben. Ein weiterer Ausbau erfolgte 1952, der die Kapazität auf 276 Mio. m³ pro Jahr steigerte.
Mit der 1972 angeordneten Verschärfung des Gesetzes zur Bekämpfung der Wasserverschmutzung musste der Überlauf von ungereinigten Abwässern bei hohem Schmutzwasseranfall weiter reduziert werden. Dies geschah einerseits durch die Verbindung der Jones Island Sewage Plant mit der Oak-Creek-Kläranlage im Süden der Stadt durch einen Schmutzwassertunnel, anderseits durch das Water Pollution Abatement Program (WPAP) „Programm zur Bekämpfung der Wasserverschmutzung“, das eine weitere Erhöhung der Verarbeitungskapazität der Abwasserbehandlung anstrebte. Streitigkeiten bei der Aufteilung der Finanzierung von WPAP zwischen der Stadt Milwaukee und der Agglomeration veranlassten Wisconsin den heutigen Zweckverband Milwaukee Metropolitan Sewerage District (MMSD) für den Betrieb der Abwasserreinigung zu gründen. Das WPAP brachte eine weitere Steigerung der Kapazität der Kläranlage auf 414 Mio. m³ pro Jahr. Kurzzeitig können auch größere Mengen verarbeitet werden.

## Verfahren
Das Abwasser durchläuft auf Jones Island eine mechanische Vorreinigung, eine biologische Stufe und eine Nachbehandlung. In der Vorreinigung wird das Abwasser in großen runden Vorklärbecken gehalten, damit sich schwerere Feststoffe am Boden absetzen können und leichtere Feststoffe nach oben aufschwimmen können.  Nach der Entfernung der Feststoffe fließt das Wasser zu den Belebungsbecken, bei denen Bakterien und andere Mikroorganismen eingesetzt werden, um lösliche Schadstoffe im Wasser abzubauen. Das Abwasser fließt dann zu den Nachklärbecken, wo der Klärschlamm entfernt wird. Im weiteren Aufbereitungsprozess wird das klare Wasser gechlort. Überschüssiges Chlor wird vor der Einleitung in den Michigansee durch Zugabe von Chemikalien neutralisiert und somit für Fische unschädlich gemacht.